# Les Jours de Mathieu
Pour plus de détails, voir Fiche technique et Distribution.
Les Jours de Mathieu (Żywot Mateusza) est un film polonais réalisé par Witold Leszczyński et sorti en 1968. C'est le premier long métrage de ce réalisateur. Il est adapté du roman Les Oiseaux (Fuglane) de Tarjei Vesaas.

## Synopsis
Olga et son frère Mathieu vivent dans une maisonnette au bord d'un lac. Mathieu est un fou. La maison, l'oiseau, l'île, l'arbre, l'eau, la pierre, sont les éléments autour desquels s'organise l'existence de Mathieu hanté d'amour et de mort et voué à disparaître comme un objet. 

## Fiche technique
- Titre original : Żywot Mateusza
- Titre français : Les Jours de Mathieu
- Réalisation : Witold Leszczyński
- Scénario : Witold Leszczyński et Wojciech Solarz
- Photographie : Andrzej Kostenko
- Montage : Zenon Piórecki
- Pays d'origine : Pologne
- Format : Noir et blanc - 35 mm - Mono
- Genre : drame
- Durée : 80 minutes
- Date de sortie :
  - Pologne : 16 février 1968

## Distribution
- Franciszek Pieczka : Mateusz
- Anna Milewska : Olga
- Wirgiliusz Gryń : Jan
- Aleksander Fogiel : Host
- Hanna Skarzanka : Hostess
- Małgorzata Braunek : Anna
- Maria Janiec : Ewa